# Èfira (nimfa)
Èfira (en grec antic: Εφύρα) va ser una oceànide, una nimfa, filla de Tetis i d'Ocèan, o de Nereu i Doris, segons diu Higí a la llista de les nereides. Era l'epònim de la ciutat d'Èfira, mes coneguda com a Corint.